# Yamagata Aritomo
En aquest nom japonès, el cognom és Yamagata.
El Príncep Yamagata Aritomo (山縣有朋, Hagi, 14 de juny de 1838 - Tòquio, 1 de febrer de 1922) fou un Mariscal de Camp de l'Exèrcit imperial japonès i dues vegades Primer Ministre del Japó (3r i 9è). És considerat un dels arquitectes dels fonaments polítics i militars del Japó a l'Era Meiji.

## Joventut
Yamagata va néixer en una família samurai de baixa categoria a la ciutat de Hagi, capital del domini feudal de Chōshū (actual prefectura de Yamaguchi). Va assistir al Shokasonjuku, una escola privada administrada per Yoshida Shoin, on va enfortir el seu fanatisme pel moviment de derrocament del Shogunat Tokugawa. Va ser un comandant del Kiheitai, una organització paramilitar creada amb un estil parcialment occidental que va existir en Chōshū. Durant la Guerra Boshin fou oficial de l'estat major.
Després de la derrota del clan Tokugawa, Yamagata amb Saigō Tsugumichi va ser seleccionat pels líders del nou govern per anar a Europa el 1869, amb l'objectiu d'investigar els sistemes militars europeus. Yamagata, com molts japonesos, va estar fortament influenciat pel recent èxit notable de Prússia en la transformació de si mateixa des d'un estat agrícola a una potència industrial i militar moderna líder. Va acceptar les idees polítiques prussianes, el que va afavorir l'expansió militar a l'estranger i el govern autoritari del Japó. Al seu retorn se li va demanar que organitzés un exèrcit nacional del Japó, i va esdevenir Ministre de Guerra en 1873. Yamagata va modernitzar enèrgicament l'incipient Exèrcit Imperial Japonès, i el va modelar segons l'exèrcit prussià. Va encetar un sistema militar de conscripció el 1873.

## Carrera militar
Com a Ministre de Guerra, va establir el Consell Suprem de Guerra, que va ser la font principal del poder polític de Yamagata i dels oficials militars fins a la fi de la Segona Guerra Mundial. Va ser Comandant del Consell entre 1874 i 1876, entre 1878 i 1882, i finalment entre 1884 i 1885.
Va ser el líder del nou Exèrcit Imperial Japonès contra la Rebel·lió de Satsuma, dirigit per Saigō Takamori el 1877.
Li va escriure a l'Emperador Meiji el Rescripte Imperial als Soldats i Mariners en 1882. Aquest document va ser considerat la base moral de l'exèrcit i marina japonesa fins a la seva fi el 1945.
Va demostrar el seu lideratge militar com a Ministre de Guerra en funcions i Comandant General durant la Primera Guerra Sinojaponesa (1894 - 1895) i Comandant Suprem del Primer Exèrcit en la Guerra russojaponesa (1904 - 1905) com a Oficial en Cap de l'Oficina de l'Estat Major a Tòquio.
És considerat l'avantpassat ideològic militar i polític del Hokushin-ron i va traçar les primeres línies d'una estratègia defensiva nacional contra Rússia després de la Guerra russojaponesa.

## Carrera política
També va exercir nombrosos i importants càrrecs governamentals. En 1882, va ser president de la Junta de Legislació ( Sanjiin). En 1883 va ser nomenat Secretari d'Estat del Ministeri de l'Interior, la posició burocràtica de major rang en el sistema de govern abans de la Constitució de Meiji de 1889. Com a tal, va treballar vigorosament per suprimir els partits polítics i va reprimir els moviments obrers i agraris. Va organitzar un sistema d'administració local basat en una estructura de prefectura-comtat-ciutat, similar al que s'usa en l'actualitat.
Va ser el primer Primer Ministre del Japó des de l'obertura de la Dieta Imperial sota la Constitució Meiji des del 24 de desembre de 1889 fins al 6 de maig de 1891. Durant aquest mandat es va publicar el Rescripte Imperial de l'Educació.
Yamagata va tornar a ser Primer Ministre des del 8 de novembre de 1898 fins al 19 d'octubre de 1900. El 1900, quan va ser Primer Ministre, també exercia els càrrecs de Ministre de Guerra o Ministre de Marina, fet que garantia el domini militar sobre qualsevol gabinet futur. Va promulgar lleis que prohibien als membres de partits polítics d'ocupar llocs claus en el govern.
En 1891 va rebre el títol honorífic de Genro i va ser president del Consell Privat des de 1893-1894 i de 1905 fins a 1922. En 1896 va liderar una missió diplomàtica a Moscou, on es va establir l'Acord Yamagata-Lobànov que confirmava els drets russos i japonesos sobre Corea. També va ser elevat a la noblesa (kazoku) i va rebre el títol de kōshaku (príncep) a 1907.
Des de 1900 fins al 1909 es va oposar a Itō Hirobumi, líder del partit civil, i va exercir una certa influència a través del seu protegit Katsura Tarō. Amb la mort d'Itō el 1909, Yamagata va esdevenir el polític més poderós al Japó i va romandre en aquest estatus fins a la seva mort el 1922, tot i que es va retirar de la política després de la Guerra russojaponesa. No obstant això, com a president del Consell Privat, Yamagata va mantenir el poder darrere del govern i va dictar la selecció dels futurs Primers Ministres fins a la seva mort.

## Reconeixement
També va ser conegut per ser un dissenyador de jardins, i avui dia els seus jardins són considerats peces mestres als jardins d'estil japonès. Un d'aquests jardins es troba a la vila Murin-an a Kyoto.
El 1906, va rebre l'Orde del Mèrit pel rei Eduard VII del Regne Unit. Entre les condecoracions japoneses es troben l'Orde del Milà d'Or (1a classe), l'Orde del Sol Naixent (1a classe amb paulònia florent, Gran Cordó) i l'Orde del Crisantem.